# Lactistomyia polita
Lactistomyia polita är en tvåvingeart som beskrevs av Axel Leonard Melander 1928. Lactistomyia polita ingår i släktet Lactistomyia och familjen puckeldansflugor. Inga underarter finns listade i Catalogue of Life.